# وليام آر. كينغ
وليام روفوس ديفان كينغ (بالإنجليزية: William Rufus DeVane King) (ولد 7 أبريل 1786 – توفي 18 أبريل 1853) هو سياسي ودبلوماسي أمريكي. وكان النائب الثالث عشر لرئيس الولايات المتحدة في عهد الرئيس فرانكلين بيرس لمدة ستة اسابيع في 1853 قبل وفاته. تم انتخابه في وقت سابق كممثل عن ولاية كارولينا الشمالية وسيناتور من ولاية ألاباما. كما شغل منصب سفير البلاد إلى فرنسا في عهد الملك لويس فيليب الأول.
كان كينغ ديموقراطيا، وكان مناصرا للاتحاد واعتبره معاصروه معتدلا في قضايا التقسيم والعبودية والتوسع نحو الغرب، وهي عوامل ساهمت في قيام الحرب الأهلية الأمريكية. ساعد في صياغة تسوية عام 1850.  وهو المسؤول التنفيذي الوحيد في الولايات المتحدة الذي أدى قسم اليمين على أرض أجنبية؛ حيث تولى المنصب وهو في مدينة هافانا في كوبا بسبب سوء حالته الصحية. توفي كينغ بمرض السل بعد 45 يوما في توليه المنصب. هو صاحب أقصر فترة بين نواب الرؤساء باستثناء جون تايلر وأندرو جونسون اللذان توليا الرئاسة بعد موت سلفيهما.
كينغ هو نائب الرئيس الوحيد من ولاية ألاباما وشغل أعلى منصب سياسي يحتله أبناء هذه الولاية في التاريخ الأمريكي. وكان نائب الرئيس الثالث الذي يموت في منصبه.

## بدايات حياته
ولد كينغ في مقاطعة سامبسون بولاية نورث كارولينا وهو ابن ويليام كينغ ومارغريت ديفان. كانت عائلته كبيرة وثريّة وذات علاقات جيدة. تخرج من جامعة ولاية كارولينا الشمالية في تشابل هيل في عام 1803، حيث كان أيضًا عضوًا في جمعية الأعمال الخيرية. تم قبوله في النقابة عام 1806 بعد أن قرأ القانون مع القاضي ويليام دافي من مدية فايتفيل، وبدأ التدريب في كلينتون. كان كينغ ماسونيًا وكان عضوًا في محفل فايتفيل رقم 8.

## مسيرته السياسية
دخل كينغ في ميدان السياسة وانتُخب عضوًا في مجلس العموم لولاية كارولاينا الشمالية، إذ شغل هذا المنصب منذ عام 1807 وحتى عام 1809، وفي عام 1810، أصبح المستشار القضائي لمدينة ويلمنغتون، كارولاينا الشمالية. انتُخب عضوًا في الكونغرس الأمريكي في جلساته الثانية عشرة والثالثة عشرة والرابعة عشرة، وشغل هذه العضوية منذ 4 مارس عام 1811 وحتى 4 نوفمبر عام 1816، حين استقال ليصبح أمينًا للمفوضية عوضًا عن ويليام بينكني، وذلك إبان تعيين الأخير سفيرًا في روسيا وتكليفه بمهمة دبلوماسية خاصة في نابولي. لم يتجاوز عمر كينغ 25 عامًا عندما أصبح عضوًا في الكونغرس للمرة الأولى.
عندما عاد إلى الولايات المتحدة في عام 1818، لحق كينغ بموجة الهجرة الغربية لزراعة القطن إلى الجنوب الأقصى، حيث اشترى عقارًا في ما عُرف لاحقًا باسم «حَنيَة كينغ» التي تقع بين مدينتي سلما وكاهابا -حاليًا- على نهر ألاباما في مقاطعة دالاس بإقليم ألاباما الجديد، والذي قد انفصل مؤخرًا عن ولاية مسيسيبي. شيّد كينغ مزرعة قطن كبيرة معتمدًا على عمالة العبيد، وأطلق على مزرعته اسم «تلّة الكستناء». شكّل كينغ مع أقربائه إحدى أكبر العائلات المالكة للرقيق في الولاية، فهي تمتلك إجمالًا ما يصل إلى 500 شخص.
كان وليام روفوس كينغ مندوبًا للمؤتمر الذي نظم حكومة ولاية ألاباما. بعد الاعتراف بألاباما الولاية الثانية والعشرين في الولايات المتحدة، انتُخب في عام 1819 من قبل الهيئة التشريعية للولاية عضوًا في الحزب الجمهوري الديمقراطي في مجلس الشيوخ الأمريكي.
كان كينغ من أتباع الرئيس الأمريكي أندرو جاكسون، وأُعيد انتخابه في مجلس الشيوخ الأمريكي عضوًا جاكسونيًا في الأعوام 1822، و1828، و1834، و1841، وقد شغل هذا المنصب منذ 14 ديسمبر عام 1819،وحتى استقالته في 15 أبريل عام 1844. خلال هذا الوقت، بين مارس وأبريل عام 1824، كُرّم وليام آر. كينغ باقتراع واحد في اللجنة التنظيمية للحزب الديمقراطي الجمهوري ليكون مرشحًا عن الحزب لمنصب نائب رئيس الولايات المتحدة للانتخابات الرئاسية التالية في عام 1824. شغل في وقت لاحق منصب الرئيس المؤقت لمجلس الشيوخ الأمريكي، وذلك خلال جلسات الكونغرس ذات الأرقام 24 وحتى 27. كان أيضًا رئيسًا للجنة الأملاك العامة ولجنة التجارة في مجلس الشيوخ الأمريكي.
نُصّب سفيرًا للبلاد في فرنسا، وشغل هذا المنصب منذ عام 1844 وحتى عام 1846. بعد عودته، استأنف كينغ عمله في مجلس الشيوخ، وعُيّن ليُنتخب لاحقًا لملء الشاغر الذي تسببت به استقالة أرثر بندلتون باغبي. شغل كينغ مقعد أرثر في الفترة منذ 1 يوليو عام 1848 وحتى استقالته بسبب تردي وضعه الصحي في 20 ديسمبر عام 1852، بعد انتخابه نائبًا للرئيس.
خلال الصراعات التي سبقت تسوية عام 1850، أيّد كينغ قانون التكميم لمجلس الشيوخ الأمريكي ضد النقاش حول الالتماسات المناهضة للعبودية وعارض المقترحات المطالبة بإلغاء العبودية في مقاطعة كولومبيا، التي كان يديرها الكونغرس. دعم كينغ موقفًا معتدلًا ومؤيدًا للرق، بحجة حماية الدستور مؤسسة الرق في كل من الولايات الجنوبية والأقاليم الفيدرالية. عارض أيضًا كلًا من جهود الإبطاليين لإلغاء العبودية في الأقاليم، بالإضافة إلى دعوات «آكلي النار» للانفصال الجنوبي.
في 11 يوليو عام 1850، بعد يومين من وفاة الرئيس زاكاري تايلور، عُين كينغ رئيسًا مؤقتًا لمجلس الشيوخ. نظرًا إلى أن ميلارد فيلمور اعتلى منصب الرئاسة، كان منصب نائب الرئيس شاغرًا، الأمر الذي جعل كينغ أبرز المرشحين في خط الخلافة بموجب القانون ساري المفعول. شغل كينغ أيضًا منصب رئاسة لجنة مجلس الشيوخ للعلاقات الخارجية ولجنة المعاشات.

## روابط خارجية
- وليام آر. كينغ على موقع الموسوعة البريطانية (الإنجليزية)
- وليام آر. كينغ على موقع إن إن دي بي (الإنجليزية)